# はっぴぃ・ウェディング
はっぴぃ・ウエディングはNHKで2001年3月20日から3月27日まで「ドラマDモード」、2002年3月11日から3月18日まで「月曜ドラマシリーズ」に放送された江頭美智留原作のテレビドラマ。

## キャスト
- 杉原まどか - 田畑智子
- 椎名浩介 - 北村有起哉
- 北村修次 - 細川俊之
- 安藤和彦 - 渡辺いっけい
- まどかの母 - 赤座美代子
- 沼田爆
- 北村和夫
- 友里千賀子
- 小林克也

## スタッフ
- 作 - 江頭美智留[1]
- 制作統括 - 吉川幸司[1]、一井久司[1]
- 演出 - 藤井朋子[1]、山下白[1]

## サブタイトル
1. 怒れ！花嫁
2. 笑え！花嫁